# Klaus Weidmann
Klaus Weidmann (* 5. Dezember 1958 in Bielefeld) ist ein deutscher Fernsehjournalist und Moderator.

## Leben und Beruf
Klaus Weidmann studierte Politikwissenschaften, Geschichte und Öffentliches Recht in Freiburg und Montpellier. Er promovierte an der Albert-Ludwigs-Universität Freiburg über die europäische Entwicklungspolitik in Afrika und veröffentlichte zahlreiche wissenschaftliche Beiträge über den Zusammenhang von Entwicklungshilfe und Ernährungskrisen. Er organisierte und moderierte internationale Fachtagungen zum Verhältnis Europa und Dritte Welt.
Neben seinem Studium arbeitete Klaus Weidmann als Radiomoderator und -reporter für den Südwestfunk, wo er 1991 ein Volontariat absolvierte. Seit 1992 arbeitet er beim Südwestrundfunk als politischer Fernsehjournalist überwiegend für die ARD – bis 1994 als Auslandsreporter beim Europamagazin, von 1994 bis 1998 als Redakteur bei Report Baden-Baden, von 1998 bis 2000 als Chef vom Dienst bei Report Mainz, von 2001 bis 2005 als Leiter des ARD-Auslandsstudio Südamerika in Buenos Aires und Rio de Janeiro. Seitdem ist Klaus Weidmann für die ARD als Fernsehmoderator, Autor, Redakteur und Auslandskorrespondent tätig.
2011/2012 moderierte er die SWR Landesschau aktuell Rheinland-Pfalz. Von 2010 bis 2020 gehörte Klaus Weidmann zum Moderatoren-Team bei phoenix, dem Ereignis- und Dokumentationskanal von ARD und ZDF. Dort moderierte er regelmäßig die politischen Live-Sendungen phoenix vor ort und phoenix plus mit Studiogästen und Schaltgesprächspartnern zu aktuellen politischen Themen des Tages. Im phoenix tagesgespräch interviewte er prominente Politiker und Vertreter des öffentlichen Lebens. Seit 2021 ist er Fernsehkorrespondent im ARD-Hauptstadtstudio Berlin.
Klaus Weidmann ist Autor zahlreicher ARD Features und Reportagen. Für eine ARD-Dokumentation hat er Interviews u. a. mit Michail Gorbatschow, Helmut Schmidt, Richard von Weizsäcker und Jacques Delors geführt.
Seit 2016 ist Klaus Weidmann Lehrbeauftragter am Journalistischen Seminar der Johannes Gutenberg-Universität Mainz, zuvor lehrte er Fernsehjournalismus an der Fakultät Medien und Informationswesen an der Hochschule Offenburg.

## Auszeichnungen
- 2004 Embratel Press Award (Brasilien) in der Kategorie Auslandskorrespondent[9]

## Dokumentationen und Reportagen (Auswahl)
- Brasilien unter Bolsonaro. Phoenix 2019[10]
- Unterwegs mit den Raupenpflückerinnen in Südafrika. ARD 2017[11]
- Die Sekte der Folterer – Deutsche Diplomaten und die Verbrechen der Colonia Dignidad. ARD 2016[12]
- Wiederaufbau nach dem Erdbeben in Haiti. ARD 2012[13]
- Der Kämpfer – Helmut Kohl im Rückblick. ARD 2010[14]
- Kurt Beck, die Heimat und der Putsch. SWR 2010[15]
- Paul Schäfer. Das Ende der Colonia Dignidad. SWR 2005[16]
- Die Sklavensucherin. Razzia im brasilianischen Regenwald. SWR 2004[17]
- Überlebenskampf im Knast von La Paz. ARD 2004
- Finanzcrash in Argentinien. ARD 2001
- Deutsche Chemiewaffenexporte nach Libyen. ARD 1996
- Balkan-Krieg und die Ölmafia in Albanien. ARD 1996